# ミシェル・リヴァジ

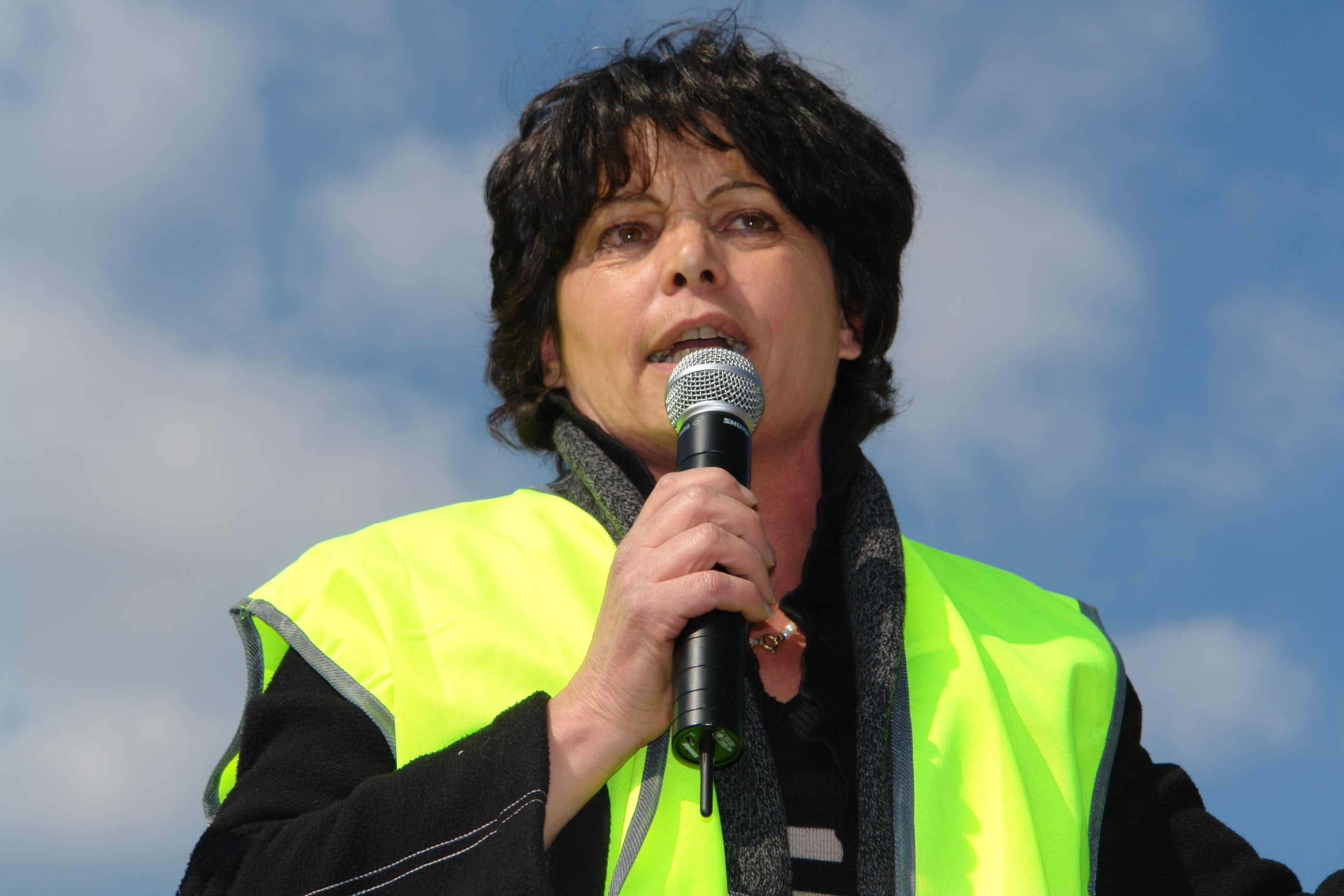
リヴァジ

ミシェル・リヴァジ（Michèle Rivasi、1955年1月28日 - 2023年11月29日）は、フランスの政治家。国民議会議員（1997年 - 2002年）や欧州議会議員（2009年 - 2023年）を務めた。社会党、のちヨーロッパ・エコロジー＝緑の党に所属。

## 生涯
南東部のモンテリマール出身。チェルノブイリ原子力発電所事故の後、クリラッドという放射能に関しての自主研究委員会（仏：Commission de recherche et d’information indépendantes sur la radioactivité, CRIIRAD）を組織し知られるようになった。1997年から2002年まで社会党所属の国民議会議員を務め、後に緑の党に入党する。
2009年、欧州議会議員選挙でヨーロッパ・エコロジー連合から立候補し当選。2023年11月29日に心臓病により死去するまで在職した。70歳没。